# La Sabana (ort i Honduras)
La Sabana är en ort i Honduras.   Den ligger i departementet Departamento de Cortés, i den västra delen av landet, 160 km nordväst om huvudstaden Tegucigalpa. La Sabana ligger 100 meter över havet och antalet invånare är 1 524.
Terrängen runt La Sabana är platt åt nordost, men åt sydväst är den kuperad. Runt La Sabana är det ganska tätbefolkat, med 60 invånare per kvadratkilometer. Närmaste större samhälle är San Pedro Sula, 18,1 km nordväst om La Sabana. Trakten runt La Sabana består till största delen av jordbruksmark.